# Gobernador de Nevada
Ésta es una lista de Gobernadores de Nevada. El único gobernador de Territorio de Nevada fue James W. Nye, un republicano que estuvo en el cargo de 1861 hasta el acceso de Nevada a la Unión, en 1864.
| #  | Imagen | Nombre               | Partido          | Mandato   |
| -- | ------ | -------------------- | ---------------- | --------- |
| 1  |        | Henry G. Blasdel     | Republicano      | 1864–1871 |
| 2  |        | Lewis R. Bradley     | Demócrata        | 1871–1879 |
| 3  |        | John H. Kinkead      | Republicano      | 1879–1883 |
| 4  |        | Jewett W. Adams      | Demócrata        | 1883–1887 |
| 5  |        | Charles C. Stevenson | Republicano      | 1887–1890 |
| 6  |        | Frank Bell           | Republicano      | 1890–1891 |
| 7  |        | Roswell K. Colcord   | Republicano      | 1891–1895 |
| 8  |        | John E. Jones        | Partido Silver   | 1895–1896 |
| 9  |        | Reinhold Sadler      | Partido Silver   | 1896–1903 |
| 10 |        | John Sparks          | Silver-Demócrata | 1903–1908 |
| 11 |        | Denver S. Dickerson  | Silver-Demócrata | 1908–1911 |
| 12 |        | Tasker L. Oddie      | Republicano      | 1911–1915 |
| 13 |        | Emmet D. Boyle       | Demócrata        | 1915–1923 |
| 14 |        | James G. Scrugham    | Demócrata        | 1923–1927 |
| 15 |        | Fred B. Balzar       | Republicano      | 1927–1934 |
| 16 |        | Morley Griswold      | Republicano      | 1934–1935 |
| 17 |        | Richard Kirman, Sr.  | Demócrata        | 1935–1939 |
| 18 |        | Edward P. Carville   | Demócrata        | 1939–1945 |
| 19 |        | Vail M. Pittman      | Demócrata        | 1945–1951 |
| 20 |        | Charles H. Russell   | Republicano      | 1951–1959 |
| 21 |        | Grant Sawyer         | Demócrata        | 1959–1967 |
| 22 |        | Paul Laxalt          | Republicano      | 1967–1971 |
| 23 |        | Mike O'Callaghan     | Demócrata        | 1971–1979 |
| 24 |        | Robert List          | Republicano      | 1979–1983 |
| 25 |        | Richard Hudson Bryan | Demócrata        | 1983–1989 |
| 26 |        | Bob Miller           | Demócrata        | 1989–1999 |
| 27 |        | Kenny Guinn          | Republicano      | 1999—2007 |
| 28 |        | James A. Gibbons     | Republicano      | 2007—2011 |
| 29 |        | Brian Sandoval       | Republicano      | 2011—2019 |
| 30 |        | Steve Sisolak        | Demócrata        | 2019-2023 |